# Ziyaretköy, Kurucaşile
Ziyaretköy là một xã thuộc huyện, tỉnh Bartın, Thổ Nhĩ Kỳ. Dân số thời điểm năm 2011 là 72 người.